# Vertientes
Vertientes est une ville et une municipalité de Cuba dans la province de Camagüey.

## Toponymie
Selon les historiens locaux, le nom de Camagüey vient de l'embarcadère Santa Maria de Vertientes, établi par Vasco Porcallo de Figueroa sur la côte sud du territoire en 1530 ; c'est alors l'un des points de contact de la région avec les Caraïbes. 

## Géographie

### Situation
La municipalité de Vertientes est sur la côte sud de l'île de Cuba, à l'est de la partie centrale du pays, et au centre de la partie sud de la province de Camagüey. Elle est proche de l'extrémité est du parc national Jardines de la Reina (un archipel). Par route elle se trouve à 
527 km au sud-est de La Havane et
42 km sud-ouest de Camagüey sa capitale de province.
La partie ouest de sa côte borde l'est du golfe de Ana María (es). À l'est, elle est proche de l'extrémité est du parc national Jardines de la Reina (un archipel).
La ville est à environ 40 km de la côte. La municipalité est traversée d'est en ouest par le fleuve San Pedro, qui se jette dans la mer sur son territoire. Elle est à moins de 20 km de l'extrémité est du parc national Jardines de la Reina.

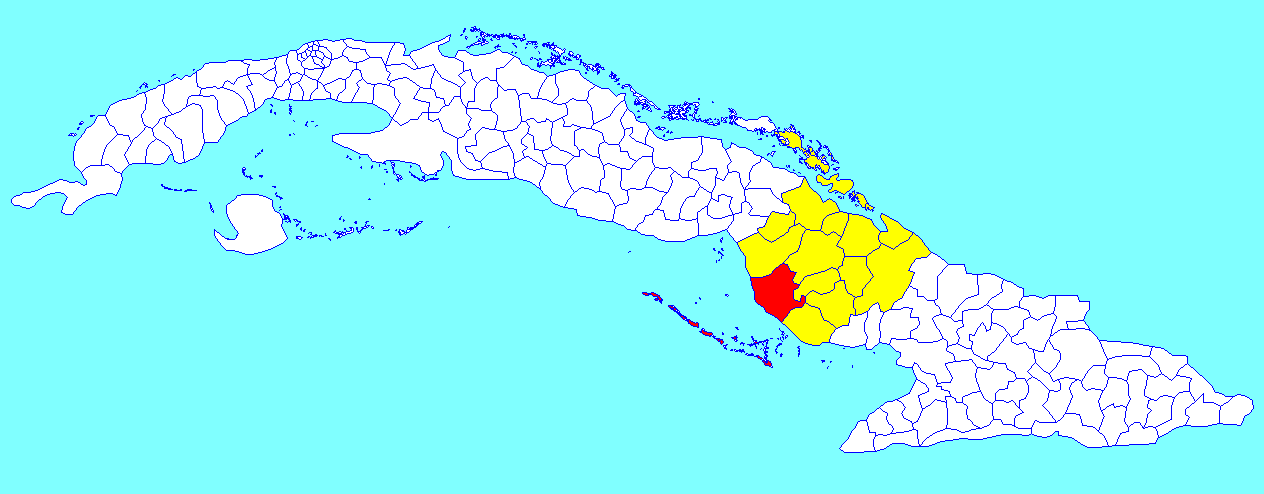
Municipalité de Vertientes dans la province de Camagüey

### Divisions administratives
Vertientes a neuf consejos populares :
- Centro Urbano
- Panamá
- Tejón
- Ruta Invasora
- Jimagüayú
- Manantiales
- Batalla de las Guásimas
- Batalla 1
- Aguilar

## Population
En 2022 la population de la municipalité est estimée à 48 821 habitants. Pour une surface de 2 041 km2, la densité est de 23,92 habitants/km².

## Personnalités
- Héctor Herrera, athlète, né à Vertientes en 1959